# Magnolia (Kentucky)
Magnolia – jednostka osadnicza w Stanach Zjednoczonych, w stanie Kentucky, w hrabstwie LaRue.